# Saloistenjärvi (sjö i Janakkala, Egentliga Tavastland)
Saloistenjärvi eller Lempellonjärvi är en sjö i kommunen Janakkala i landskapet Egentliga Tavastland i Finland. Sjön ligger 135,8 meter över havet. Arean är 1,22 kvadratkilometer och strandlinjen är 5,33 kilometer lång. Sjön  ingår i Kumo älvs huvudavrinningsområde.   Den ligger omkring 20 km öster om Tavastehus och omkring 87 km norr om Helsingfors. 
I sjön finns öarna Selkäsaari, Nuottasaari, Soukonsaari, Vohlisaari, Korkeasaari, Kivisaari, Palosaari och Pitkänsillansaari. Saloistenjärvi ligger öster om Isojärvi. 